# Hæftemasse
Hæftemasse er en genanvendelig modellervoksagtig, masse som bruges som erstatning for bl.a tape, lim, hæfteklammer og magneter. De fungerer, ved at det deles og formes til små bolde som primært bruges til fastgørelse af papir, plakater og postkort og andre ting på vægge eller andre overflader.
Kan også kaldes for abesnot, tryllesnot, elefantsnot, lærertyggegummi osv.